# 里見村 (秋田県)
里見村（さとみむら）は、秋田県平鹿郡にあった村。現在の横手市南西部、雄物川の東側、国道107号沿線にあたる。

## 歴史
- 1889年（明治22年）4月1日 - 町村制の施行により、東里村、樽見内村、砂子田村、造山村の区域をもって発足。
- 1955年（昭和30年）4月1日 - 沼館町・福地村および雄勝郡明治村の一部（大沢）と合併して平鹿郡雄物川町が発足。同日里見村廃止。

## 交通

### 鉄道路線
- 羽後交通
  - 横荘線
    - 豊前駅 - 羽後里見駅

### 道路
- 本荘街道（現・国道107号）